# Usingerella bakeri
Usingerella bakeri är en insektsart som först beskrevs av Knight 1943.  Usingerella bakeri ingår i släktet Usingerella och familjen ängsskinnbaggar. Inga underarter finns listade i Catalogue of Life.